# Tonga
Das Königreich Tonga (tongaisch Puleʻanga Fakatuʻi ʻo Tonga, wobei tonga auch Süden bedeutet; englisch Kingdom of Tonga) ist ein Inselstaat im Südpazifik, der zu Polynesien gehört. Der Archipel wurde früher auch Freundschaftsinseln genannt (englisch Friendly Islands; tongaisch ʻOtu Felenite: ʻotu = Reihe (von Inseln), felenite = tongisierte Form von englisch friendly). Die Einwohner Tongas werden Tongaer genannt.

## Geographie

### Geologie

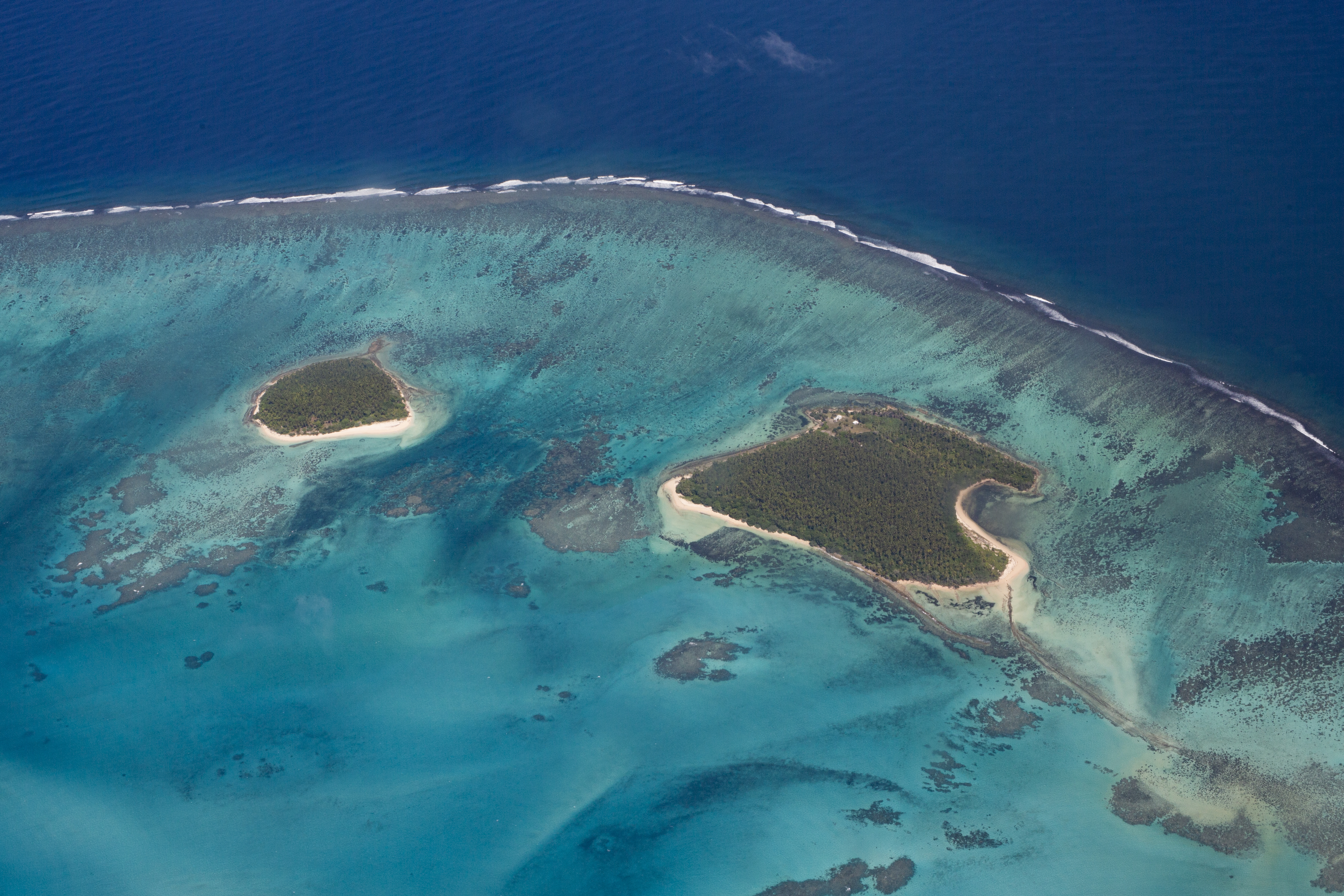
Die Inseln Nuku und Fukave

Tonga besteht aus 172 benannten Inseln im Pazifik mit einer Fläche von 747 km². 36 von ihnen sind bewohnt, diese machen eine Gesamtfläche von 649 km² aus. Sie liegen östlich von Fidschi, südlich von Samoa und nördlich von Neuseeland.
Durch einen zunächst untermeerischen Vulkanausbruch kam Ende 2014/Anfang 2015 eine 177. Insel zwischen Hunga Tonga und Hunga Haʻapai hinzu, die Hunga Tonga-Hunga Ha’apai benannt wurde. Sie hatte Mitte Januar eine Größe von zwei Kilometern Länge, einem Kilometer Breite und 100 m Höhe erreicht. Anfang 2022 kam es zu einer erneuten Eruption, bei der diese Insel wieder versank.
In einer Proklamation am 24. August 1887 bestimmte König George Tupou I., dass Tonga zwischen 15° und 23,5° südlicher Breite und 173° und 177° westlicher Länge (aber trotzdem westlich der hier nach Osten ausgebuchteten Datumsgrenze) liegt.
Am 15. Juni 1972 legte König Taufaʻahau Tupou IV. fest, dass das nördliche und das südliche Minerva-Riff (Teleki Tokelau und Teleki Tonga) und alle Gebiete in einem Umkreis von zwölf Seemeilen ebenfalls zum Hoheitsgebiet Tongas gehören. Beide Riffe liegen etwa bei 23° 39′ südlicher Breite und 179° westlicher Länge südwestlich der im Süden Tongas liegenden Insel ʻAta.
Tonga liegt mit seinen vielen Vulkaninseln im Gebiet des Pazifischen Feuerrings. Östlich Tongas liegt der bis 10.882 m tiefe Tongagraben. Hier taucht die Pazifische Platte westwärts mit 15 bis 24 cm pro Jahr unter die Australische Platte und bildet eine Subduktionszone. Die durchschnittliche Wassertiefe beträgt deshalb nur rund 500 m, weshalb flache Koralleninseln wie Tongatapu hier entstehen können. Die westlich gelegenen Vulkaninseln sind gebirgiger und ragen weiter aus dem Meer. Der höchste Punkt Tongas liegt mit über 1000 m auf der kleinen Insel Kao. Hauptstadt und größte Stadt des Landes ist Nukuʻalofa und liegt an der Nordküste der Insel Tongatapu.

### Naturkatastrophen
Am 13. Februar 2010 wurde Tonga von einem Erdbeben der Stufe 6,3 erschüttert. Nur zwei Tage darauf erfasste der Zyklon „René“ den Inselstaat mit Windgeschwindigkeiten von bis zu 228 km/h.
Am 11. Januar 2014 richtete der Zyklon „Ian“ (Stufe 5) als historisch schwerster mit Windgeschwindigkeiten von bis zu 200 km/h (Böen bis zu 287 km/h) schwere Schäden auf Tonga an. Besonders betroffen war laut dem Armeechef die Inselgruppe Haʻapai und deren Hauptinsel Lifuka. Im Weltrisikobericht 2021 belegt Tonga Rang 3 der Länder mit dem weltweit höchsten Risiko, dass ein extremes Naturereignis zu einer Katastrophe wird.
Der ab Dezember 2021 immer wieder aktive submarine Vulkan Hunga Tonga-Hunga-Ha‘apai brach am 14. Januar 2022 erneut aus und verursachte einen Tsunami.

### Fauna
Auf Tonga endemisch sind die Tonga-Flughunde (Pteropus tonganus). Diese Fledermäuse fliegen mit Einbruch der Dämmerung auf Nahrungssuche, aber im Gegensatz zu den meisten verwandten Arten machen sie dies ohne Echoortung. Sie ernähren sich ausschließlich pflanzlich von Nektar, Pollen, Früchten und Blüten.

### Verwaltungsgliederung
Tonga ist in fünf Divisionen, 23 Distrikte und 155 Gemeinden unterteilt.

## Bevölkerung

### Demografie

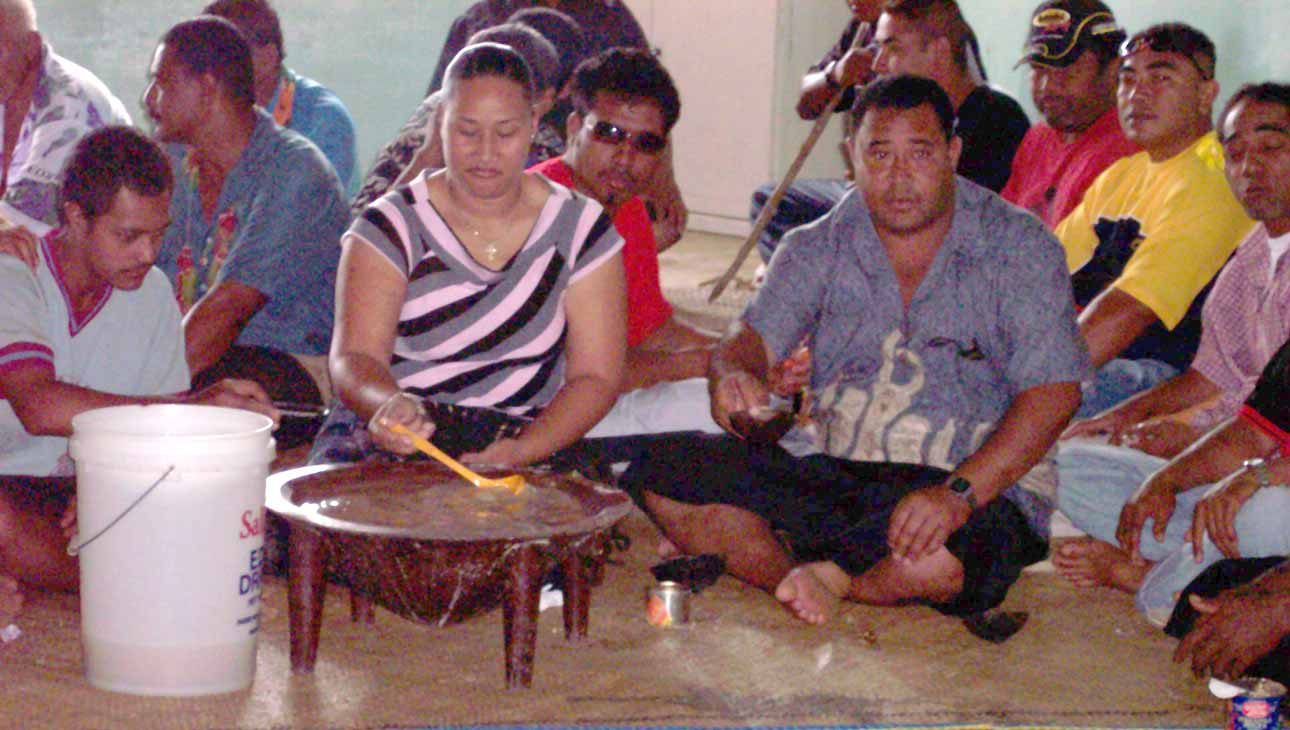
Informelles tongaisches Faikava

Tonga hat rund 100.200 Einwohner (Stand 2021), die zu 98 % Polynesier sind. Die übrigen Einwohner sind überwiegend Europäer, Chinesen oder Inder. Ein großer Teil der tongaischen Bürger lebt permanent im Ausland, vor allem in Australien, Neuseeland und den USA. Die Bevölkerung konzentriert sich vor allem auf der Hauptinsel Tongatapu, auf der 74 Prozent der Einwohner leben. Weitere 14 Prozent leben auf der Inselgruppe Vavaʻu. Auf den Inselgruppen Haʻapai und ʻEua leben je fünf Prozent und auf Ongo Niua nur ein Prozent der Gesamtbevölkerung.
Die Lebenserwartung der Einwohner Tongas ab der Geburt lag 2020 bei 70,9 Jahren (Frauen: 73,7; Männer: 68,3).
| Jahr | Einwohnerzahl | Jahr | Einwohnerzahl |
| ---- | ------------- | ---- | ------------- |
| 1950 | 47.000        | 2000 | 098.000       |
| 1960 | 62.000        | 2010 | 104.000       |
| 1970 | 84.000        | 2020 | 106.000       |
| 1980 | 93.000        | 2021 | 100.200       |
| 1990 | 95.000        |      |               |

### Sprache
Die tongaische Sprache gehört zu den polynesischen Sprachen, einem Zweig der austronesischen Sprachen.

### Religion

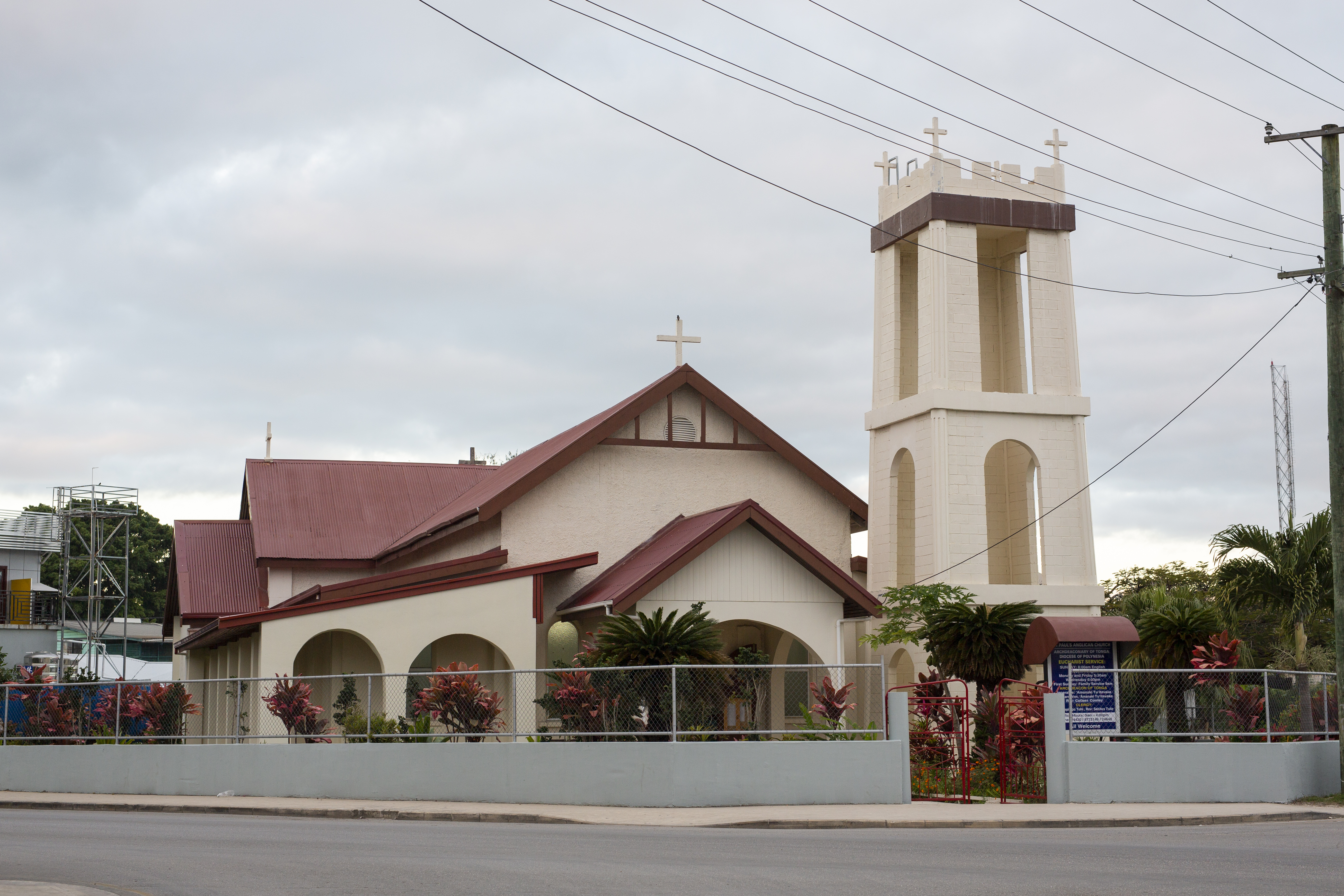
Kirchengebäude in Tonga

Der überwiegende Teil der Tongaer ist Mitglied einer christlichen Kirche oder Gemeinde. Vorherrschende Konfession (Stand 2011) ist dabei die Wesleyanische Kirche von Tonga (35,5 %), ansonsten unter anderem die Kirche Jesu Christi der Heiligen der Letzten Tage (18 %), die römisch-katholische Kirche (15 %), die Free Church of Tonga (11,5 %) und die Church of Tonga (6,7 %).

### Bildung
Tonga hat ein gut ausgestattetes Bildungssystem, das freien Zugang zu Bildung ermöglicht. Für alle Kinder bis zum zwölften Lebensjahr besteht Schulpflicht, die Gebühren für weiterführende Schulen sind gering und es gibt Stipendien für eine weitere Ausbildung im Ausland. Die Alphabetisierungsrate beträgt 98 %, universitäre Abschlüsse sind verbreitet. Tonga betreibt zusammen mit elf weiteren Inselstaaten die University of the South Pacific.

### Gesundheit
Die Gesundheitsausgaben des Landes betrugen im Jahr 2019 5,0 % des Bruttoinlandsprodukts. Im Jahr 2020 praktizierten in Tonga 9,5 Ärztinnen und Ärzte je 10.000 Einwohner. Die Sterblichkeit bei unter 5-jährigen betrug 2021 11,1 pro 1000 Lebendgeburten.
Tonga hat eine der höchsten Adipositas-Raten der Welt. Die 2014 veröffentlichten Daten der Weltgesundheitsorganisation belegten, dass Tonga in Bezug auf die Länder, die nach den Daten des mittleren Body-Mass-Index erfasst sind, den fünften Platz innehatte. UNICEF-Daten aus 2021 belegen, dass Tonga seit 2014 begrenzte Fortschritte bei der Erreichung der Ziele für ernährungsbedingte nicht übertragbare Krankheiten (NCD) gemacht hat. 57,9 % der erwachsenen Frauen (im Alter von 18 Jahren und darüber) und 45,5 % der erwachsenen Männer lebten mit Adipositas. Die Adipositasprävalenz in Tonga liegt über dem regionalen Durchschnitt von 31,7 % bei Frauen und 30,4 % bei Männern und gehört weiterhin zu den höchsten der Welt. Gleichzeitig sind schätzungsweise 30,3 % der erwachsenen Frauen und 25,2 % der erwachsenen Männer von Diabetes Typ2 betroffen.
Eine der Hauptursachen ist der erhöhte Konsum importierter Waren mit hohem Fett- und Zuckergehalt, wie das billige Bauchfett von Lämmern (Mutton flaps). Das Fleisch hat einen Fettanteil von 40 %. Es wird aus Neuseeland importiert und gilt dort als unverkäuflich. Seit dem 1. Juli 2020 gilt ein Importverbot von mutton flaps aus Neuseeland, mit der Begründung, sie spielten eine Hauptrolle bei der steigenden Adipositas der Bevölkerung.

## Geschichte
Es gibt archäologische Thesen, dass die ersten Siedler von den Santa-Cruz-Inseln im Zuge einer um 3000 v. Chr. beginnenden Völkerwanderung aus Südostasien über Mikronesien nach Tonga gekommen sind. Auf Tonga wurden die bisher ältesten Fundstücke dieser Lapita-Kultur in Form charakteristischer Keramikgegenstände freigelegt, die auf 800 bis 750 v. Chr. datiert werden. Die Angehörigen dieser Kultur lebten, segelten, handelten, bekriegten sich und heirateten zwischen den Inseln, die heute zu Samoa, Fidschi oder eben Tonga gehören, für ungefähr tausend Jahre, bevor weitere Entdecker und schließlich Siedler nach den Marquesas und Tahiti und anschließend zu weiteren Inseln des Südpazifiks aufbrachen. Aus diesem Grunde werden Tonga, Samoa und Fidschi von Anthropologen als die Wiege der polynesischen Kultur bezeichnet.
Im 12. Jahrhundert waren die Tongaer und ihr oberster Häuptling, der Tuʻi Tonga, im gesamten pazifischen Raum von Niue bis Tikopia bekannt. Einige Historiker sprechen von einem tongaischen Imperium, die Beschreibung als ein Netz aus Seefahrern, Häuptlingen und Abenteurern ist wahrscheinlich treffender. Im 15. Jahrhundert und erneut im 17. Jahrhundert brachen immer wieder Stammesfehden aus. Damals kam es zu ersten Kontakten mit Europäern: 1616 mit den holländischen Entdeckern Willem Schouten und Jakob Le Maire, die bei ihrem ersten Kontakt einen Tongaer vor Niuatoputapu erschossen, 1643 mit Abel Tasman (der ein wenig Handel mit den Einheimischen trieb), später um 1773 vor allem aber mit James Cook, der die Inseln in der Folge noch zwei weitere Male besuchte (1774 und 1777). 1781 erreichte Francisco Maurelle Vavaʻu. Erste Missionare folgten zwanzig Jahre später, eine wichtige Rolle sollte der Methodist Walter Lawry spielen, der aber erst 1822 nach Tonga kam.
Die tongaischen Stammesfehden auf allen Inseln von 1799 bis 1852 endeten durch die Einigung Tongas unter Siaosi Taufaʻahau Tupou. Er vereinte alle Inseln Tongas 1845 zum ältesten polynesischen Königreich. Siaosi Taufaʻahau Tupous Frau entstammte der Königslinie der Tuʻi Kanakopulu. Er ließ sich später im Zuge der Christianisierung auf den Namen König George Tupou I. taufen. 1875 wurde Tonga unter Mithilfe des Missionars Shirley Waldemar Baker zu einer konstitutionellen Monarchie. Im November 1876 schloss Tonga mit dem Deutschen Reich den „Freundschaftsvertrag zwischen dem Deutschen Reich und Tonga“ ab, der unter anderem bilateral die Häfen für Kriegsschiffe zur Verfügung stellte. Die englische Politik sah darin einen Schritt, Tonga zur deutschen Kolonie zu machen.
Im Samoa-Vertrag von 1899 verzichtete das Deutsche Reich auf alle Rechte an Tonga und am 18. Mai 1900 wurden die Inseln zu einem britischen Protektorat. Der Protektoratsvertrag George Tupous II. mit Großbritannien beließ Tonga die Selbstverwaltung und stellte der einheimischen Regierung lediglich einen Gouverneur als Berater zur Seite. Einen Anschluss des Landes an Neuseeland konnte er so verhindern.
Tonga nahm als Teil der neuseeländischen Expeditionstruppe am Ersten Weltkrieg teil. George Tupou II. starb am 5. April 1918 auf Tonga. Ihm folgte als Königin seine Tochter Salote Tupou III. Bekannt wurde diese durch ihre Unterstützung britischer Archäologen und Historiker, durch eigene Schriften traditioneller Form, sowie durch Reformen in ihrem Königreich. Sie war 1924 Gründerin der Freien Wesleyanischen Kirche von Tonga.
Der Tonga Defence Services (TDS) wurde zu Beginn des Zweiten Weltkriegs 1939 ins Leben gerufen. 1943 beteiligte sich Neuseeland an der Ausbildung von zwei tongaischen Kontingenten mit zweitausend Mann, die im Salomonenfeldzug kämpften.
Am 4. Juni 1970 erhielt Tonga seine volle Unabhängigkeit. Tonga ist ein eigenständiges Mitglied im Commonwealth und seit 1999 auch Mitglied der Vereinten Nationen. Es ist bis heute die einzige (parlamentarische) Erbmonarchie im gesamten polynesischen Pazifikraum, Neuseeland ausgenommen.
Am 14. und 15. Januar 2022 ereignete sich ein Vulkanausbruch des Hunga Tonga mit massiven Eruptionen. Durch den Vulkanausbruch wurden weite Teile des Inselstaats Tonga von einer 5 bis 10 cm dicken Schicht vulkanischer Asche bedeckt, was Auswirkungen auf die Wasser- und Stromversorgung sowie die Luftqualität hatte. Der durch den Ausbruch ausgelöste Tsunami führte insbesondere an der Westküste der Hauptinsel Tongatapu mit ihren vielen Hotels zu schweren Schäden. Die tongaische Regierung rief bis zum 13. Februar den Katastrophenfall aus.

## Politik

### Politisches System

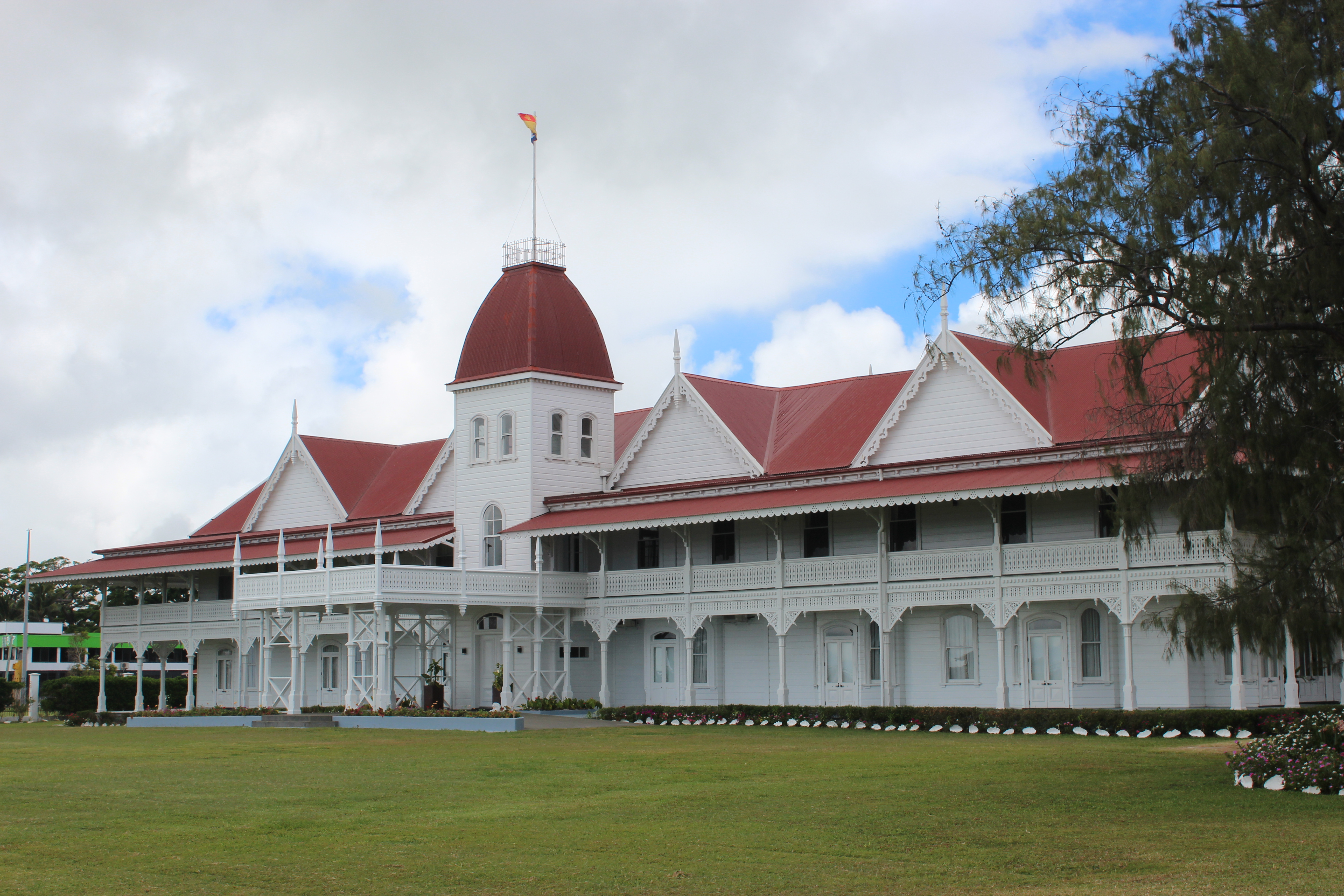
Königlicher Palast auf der Insel Tongatapu

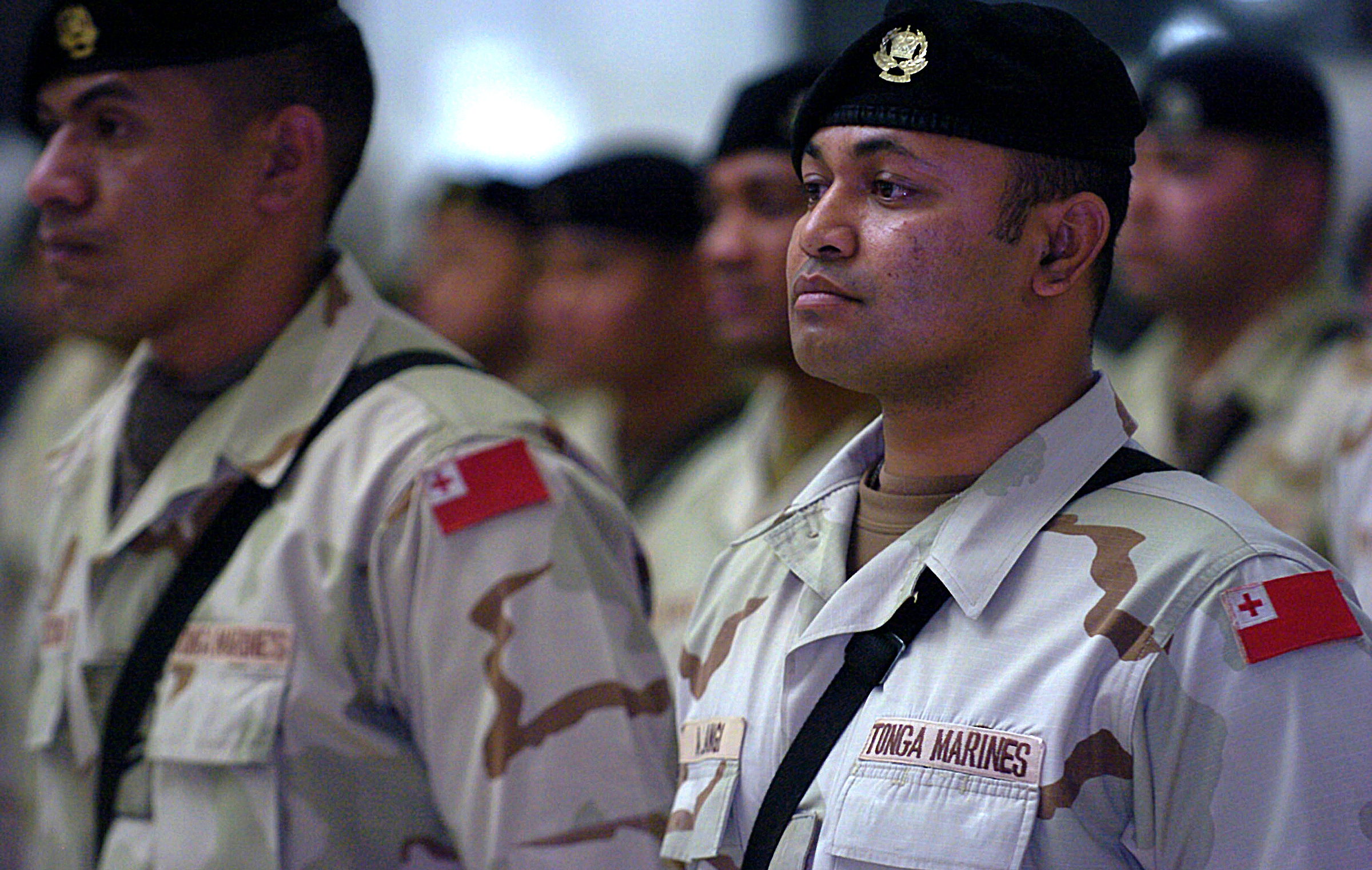
Soldaten der im Irak eingesetzten Tonga Marines

Tonga ist eine parlamentarische Monarchie, in der die Verfassung dem König größere Befugnisse einräumt als beispielsweise dem niederländischen Monarchen. Der Respekt vor der königlichen Herrschaft existiert noch weitgehend unverändert wie in vergangenen Jahrhunderten, damals gegenüber dem als heilig erachteten obersten Häuptling Tuʻi Tonga. Kritik an der Monarchie wird als untongaisch und schlicht unhöflich abgelehnt. Tupou VI. ist seit dem 19. März 2012 König und 24. Tuʻi Kanokupolu von Tonga.
Das nationale Parlament (Fale Alea) hat 26 Abgeordnete, von denen 17 durch das Volk und 9 durch den Adel gewählt werden (die letzte Wahl fand 2021 statt). Die Legislaturperiode dauert drei Jahre. Das Parlament bestimmt unter anderem den Premierminister.
1960, also noch unter britischer Verwaltung, wurde das aktive und passive Frauenwahlrecht eingeführt. Diese Rechte wurden bei der Erlangung der Unabhängigkeit 1970 bestätigt.

### Politische Entwicklungen
König Taufaʻahau Tupou IV., ein direkter Nachfahre des ersten Königs, lebte bis zu seinem Tod am 10. September 2006 mit seiner Familie, einigen einflussreichen Adligen sowie der wachsenden nicht-adligen Elite in relativem Reichtum. Die restliche Bevölkerung ist jedoch vergleichsweise arm. Die Auswirkungen dieser Ungleichheit werden durch drei Faktoren abgemildert: Bildung, medizinische Versorgung und Landbesitz. Der Staat gewährt freien Zugang zu medizinischer Versorgung. Die Verfassung verbietet Ausländern Landerwerb (allerdings können sie welches pachten). Es gibt einen Landmangel auf der dichter besiedelten Hauptinsel Tongatapu, auf den übrigen Inseln steht jedoch meistens Ackerland frei. Die Mehrheit der Bevölkerung produziert Lebensmittel zum Eigenbedarf. Etwa die Hälfte produziert ihre Grundnahrungsmittel durch Ackerbau, Fischerei und Viehzucht selbst. Frauen und Männer haben gleichen Zugang zu Bildung und medizinischer Versorgung, auch die Beschäftigungszahlen sind annähernd gleich. Frauen werden aber beim Landbesitz benachteiligt, da er nur Männern gesetzlich zusteht. Im Parlament war erst eine Frau vertreten.
Dem Beispiel seiner Mutter, Königin Salote, und dem Rat ausländischer Berater folgend hat die Regierung unter König Taufaʻahau Tupou IV. die Wirtschaft monetarisiert, die medizinische Versorgung und das Bildungssystem an internationale Standards angepasst und der Bevölkerung Zugang zu materiellem Wohlstand (in Form von Wohnungen, Autos und anderen Gütern), Bildung und Auslandsreisen verschafft. Die Regierung unterstützt olympische und andere Sportereignisse und hat Soldaten für UN-Friedensmissionen (vor allem in Bougainville) zur Verfügung gestellt.

#### Demokratisierung
Es gibt eine demokratische Bewegung auf Tonga, die für eine Reform des bestehenden Systems, insbesondere eine bessere Vertretung der einfachen Bevölkerung und größere Transparenz im Staatswesen, eintritt. Eine Abschaffung der Monarchie gehört nicht zu ihren Zielen. Die Monarchie selbst genießt große Unterstützung in der Bevölkerung, auch wenn Reformen angemahnt werden. Bis vor kurzem wurde der Umstand, dass Tonga keine Demokratie ist, von ausländischen Regierungschefs ignoriert, es zeichnet sich aber ein Kurswechsel oder zumindest Kritik an einigen Regierungshandlungen vor allem von Seiten Australiens und Neuseelands ab, den größten Nachbarn und Geberländern.
Eine Politik der harten Hand überschattet das ansonsten positive Lebenswerk Tupous IV. und die positiven Reformen seines beliebten Sohnes Prinz ʻUlukalala Lavaka ʻAta, der vom 3. Januar 2000 bis zum 11. Februar 2006 Premierminister war. Insgesamt haben diese Maßnahmen das Gemeinwesen und den Zusammenhalt geschwächt, aber auch den Druck auf die Monarchie erhöht, demokratischen Elementen größeren Raum zu geben.
2005 verhandelte die Regierung wochenlang mit streikenden Angestellten des öffentlichen Dienstes, bevor man zu einer Einigung kam. Die daran anschließenden Unruhen beschränkten sich nicht nur auf Tonga; auch Proteste vor der neuseeländischen Residenz des Königs machten Schlagzeilen. Eine Kommission wurde eingesetzt, um Vorschläge für eine Anpassung der Verfassung zu untersuchen.

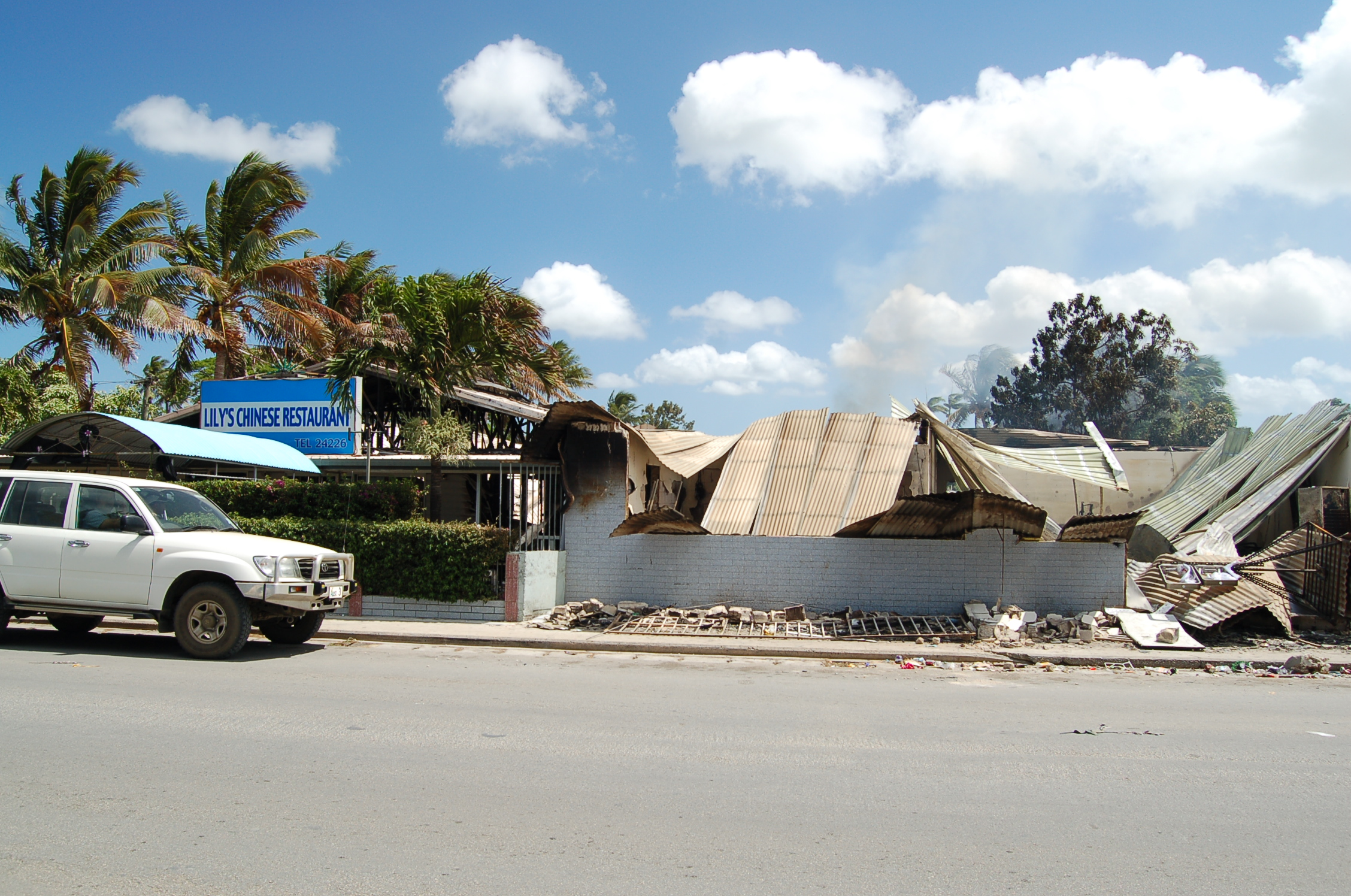
Ausgebranntes chinesisches Restaurant in Nukuʻalofa, 17. November 2006

Am 16. November 2006 brachen in der Hauptstadt Nukuʻalofa Unruhen aus, in deren Folge sechs Personen starben und die Hauptgeschäftsstraße mit mehreren Regierungsgebäuden und fast allen Geschäften der Stadt niederbrannte. Ursache war die Forderung der Demokratiebewegung nach einer demokratischeren Zusammensetzung des Parlaments, die das größtenteils vom König ernannte Kabinett nicht umsetzen wollte. Ziel der Brandanschläge waren in erster Linie indische und chinesische Gewerbetreibende, die der Korruption beschuldigt wurden. Die Geschäfte wurden zunächst geplündert und dann in Brand gesteckt. Durch den herrschenden starken Wind gerieten die Feuer schnell außer Kontrolle, so dass fast die gesamte Innenstadt abbrannte. Die Regierung rief den Ausnahmezustand aus und bat die Regierungen Australiens und Neuseelands um eine Militärintervention. Nachdem sich die Lage Anfang Dezember wieder beruhigt hatte, verließen die 150 ausländischen Soldaten und Polizisten das Königreich wieder. Der Ausnahmezustand wurde mehrmals verlängert und im Februar 2011 außer Kraft gesetzt.
Ende Juli 2008 gab König Tupou V. bekannt, er wolle seine absolute Macht aufgeben und die Tagesgeschäfte dem Parlament und der Exekutive überlassen.
Dies wurde mit den Wahlen vom 25. November 2010 umgesetzt, sodass Premierminister und Kabinettsangehörige nunmehr vom Parlament statt wie bisher durch den König bestimmt werden.
Bei der Wahl gewann die aus der Demokratiebewegung hervorgegangene Demokratische Partei der Freundschaftsinseln 12 der 17 Parlamentssitze, die für Abgeordnete des allgemeinen Volks vorgesehen sind. Die restlichen neun Sitze sind für Adlige reserviert.

#### Machtwechsel
In der Nacht vom 10. auf den 11. September 2006 starb König Tupou IV. im Middlemore Hospital in Auckland, Neuseeland, in dem er schon den größten Teil des Jahres in Behandlung gewesen war. Er wurde 88 Jahre alt und war 41 Jahre lang Regent gewesen.
In seine Nachfolge trat sein ältester Sohn, Tupoutoʻa, der bis zu seinem Tod am 18. März 2012 unter dem Namen Siaosi (George) Tupou V. regierte. Nach dessen Tod folgte am 19. März 2012 sein Bruder ʻAhoʻeitu ʻUnuakiʻotonga Tukuʻaho unter dem Namen Tupou VI.

### Politische Indizes
| Name des Index               | Indexwert    | Weltweiter Rang | Interpretationshilfe                                                              | Jahr |
| ---------------------------- | ------------ | --------------- | --------------------------------------------------------------------------------- | ---- |
| Freedom in the World Index   | 81 von 100   | —               | Freiheitsstatus: frei 0 = unfrei / 100 = frei                                     | 2024 |
| Rangliste der Pressefreiheit | 68,4 von 100 | 46 von 180      | Erkennbare Probleme für die Pressefreiheit 100 = gute Lage / 0 = sehr ernste Lage | 2025 |

### Außenpolitik
Tonga unterhält traditionell enge diplomatische Beziehungen zu Neuseeland, darüber hinaus zu 33 Staaten. Das älteste Abkommen Tongas mit einem anderen Staat ist der französisch-tongaische Freundschaftsvertrag von 1855. Die diplomatischen Beziehungen zu Taiwan hat Tonga 1999 abgebrochen und stattdessen diplomatische Beziehungen mit der Volksrepublik China aufgenommen.
Zuständige diplomatische Vertretung der Bundesrepublik Deutschland und der Schweizerischen Eidgenossenschaft ist die jeweilige Botschaft in Wellington (Neuseeland), für die Republik Österreich die Botschaft in Canberra (Australien). Die für Deutschland, Österreich und die Schweiz zuständige tongaische Vertretung ist die Botschaft des Königreichs Tonga in London (Vereinigtes Königreich). Es gibt einen immerwährenden Freundschaftsvertrag zwischen Deutschland und Tonga von 1876, abgeschlossen unter König George Tupou I., der 1977 von der Bundesrepublik Deutschland erneuert wurde.

### Militär
Die gesamten Streitkräfte der Tonga Defence Services haben eine Stärke von etwa 450 bis 500 Mann. Sie sind in die Einheiten Royal Marines, Royal Guards und Maritime Force geteilt, dazu kommen zwei Unterstützungseinheiten. Nach Schätzungen aus dem Jahr 2006 betragen die Ausgaben für das Militär 0,9 % des Bruttoinlandsproduktes.
Tonga ist in keinem militärischen Bündnis Mitglied, aber es besteht eine enge Zusammenarbeit mit Neuseeland in Verteidigungsfragen. Ein etwa 40 Soldaten umfassendes Kontingent entsandte Tonga 2004 als Teil der Koalitionstruppen in den Irak. Die 2008 im Irak stationierten etwa 50 Soldaten sollten bis zum 20. Dezember 2008 das Land verlassen. Ab Oktober 2010 war Tonga an der internationalen Schutztruppe in Afghanistan beteiligt, 2012 mit 55 Mann.

### Justiz
Die ordentlichen Gerichte bestehen aus Magistrate's Court (Fakamaau‘anga Polisi), Supreme Court (Fakamaau'anga Lahi) und Court of Appeal (Fakamaau‘anga Tangi). Daneben gibt es Fachgerichte, für Grundstückssachen beispielsweise Land Court (Fakamaau‘anga Fonua) und Privy Council (Fakataha Tokoni).

## Wirtschaft

### Wirtschaftliche Situation
Nicht wenige Menschen in Tonga widmen sich haupt- oder nebenberuflich in Form von Subsistenzwirtschaft der Landwirtschaft und der Fischerei. 2020 diente in Tonga eine Fläche von 2.100 ha dem Anbau von Kokospalmen, und 42.000 Tonnen Kopra wurden geerntet. Bananen wurden 2020 auf einer Fläche von 583 ha angebaut, und 851 Tonnen Bananen wurden geerntet.
Die Wirtschaft von Tonga durchlebt, wie andere Südpazifik-Staaten auch, eine schwierige Phase. Großbauern aus anderen Ländern und riesige Fischfangflotten machen dem Land auf dem Markt Konkurrenz. Zudem ist der Tourismus nur mangelhaft ausgebaut. Kleinkriminalität wie Taschendiebstähle kommen insbesondere an von Touristen sehr frequentierten Orten vor. Die meisten Produkte des täglichen Lebens müssen importiert werden. Das Land exportiert tropische Früchte, auch Vanille. 2020 wurde auf einer Fläche von 279 ha Vanille angebaut, und 180 Tonnen wurden geerntet, damit nahm Tonga den neunten Platz unter den Vanille produzierenden Ländern ein.
Zwar hat die Regierung zahlreiche Investitionen getätigt, doch gelten viele als fragwürdige ökonomische Entscheidungen. So wurden größere Mittel in exzentrische, aber zweifelhafte Projekte gesteckt:
- die Suche nach Erdöl in Gegenden, in denen es laut Geologen kein Erdöl gibt
- Überlegungen, Tonga als Endlager für radioaktiven Müll zu nutzen
- Verkauf tongaischer Pässe für „tongaische geschützte Personen“; jedoch sind diese international nicht anerkannt[65]
- die Zulassung ausländischer Schiffe, die dann in illegale Aktionen verwickelt waren
- die Vermietung von „Parkpositionen“ für Erdsatelliten im All an andere Staaten
- das langfristige Chartern einer unbrauchbaren, da massiv überdimensionierten Boeing 757, was 2004 zum Bankrott der damaligen staatlichen Fluggesellschaft Royal Tongan Airlines führte
- der Aufbau eines Flughafenhotels mit angeschlossenem Casino gemeinsam mit einem von Interpol gesuchten Kriminellen
- die Unterstützung beim Betrieb der Top-Level-Domain .to, unter der häufig urheberrechtlich geschütztes Material illegal angeboten wird (vgl. Kino.to)

Dem König wurde vorgeworfen, einen Hang zu spekulativen Großprojekten, die einen hohen Gewinn versprechen, zu besitzen. Der Hof hatte bereits mehrere Millionen durch Jesse Bogdonoff verloren, einen Finanzberater der Bank of America, der 1999 von König Tupou IV als „offizieller Hofnarr“ (official court jester) angestellt worden war.

### Staatshaushalt
Der Staatshaushalt umfasste 2017 Ausgaben von umgerechnet 181,2 Mio. US-Dollar, dem standen Einnahmen von umgerechnet 181,2 Mio. US-Dollar gegenüber. Daraus ergibt sich ein Haushaltsdefizit in Höhe von 0,0 % des BIP.

Die Staatsverschuldung betrug 2009 205,6 Mio. US-Dollar oder 78,5 % des BIP. Gläubiger für 60 Prozent (108 Mio. US-Dollar) der Auslandsschulden im Jahr 2012 war die Import-Export Bank Chinas.
2020 betrug der Anteil der Staatsausgaben (in % des BIP) folgender Bereiche:
- Gesundheit: 5,3 %[70]
- Bildung: 6,6 % (2021)[67]
- Militär: 1,6 % (2023)[67]

## Infrastruktur

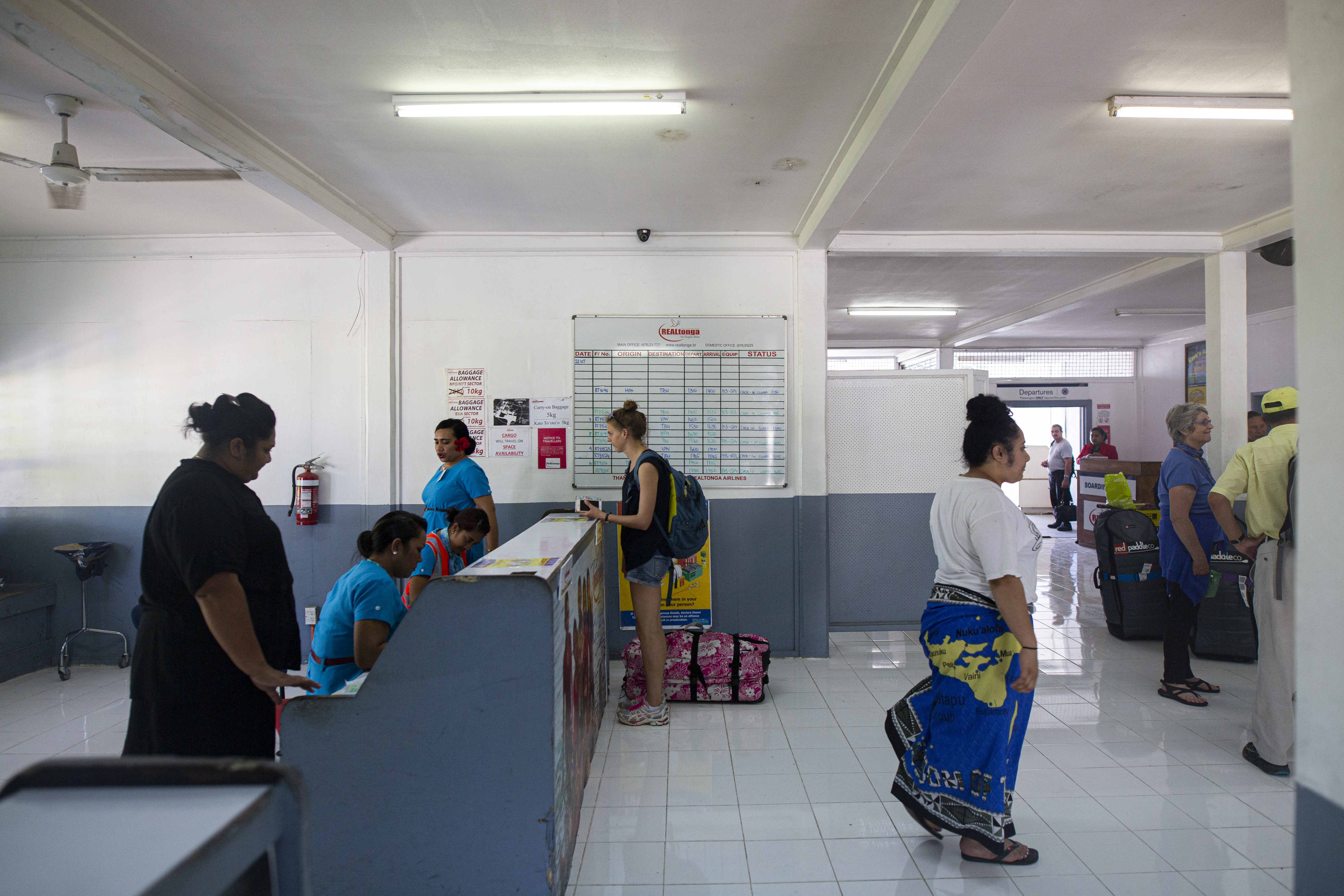
Inlandsterminal des Flughafens Fuaʻamotu

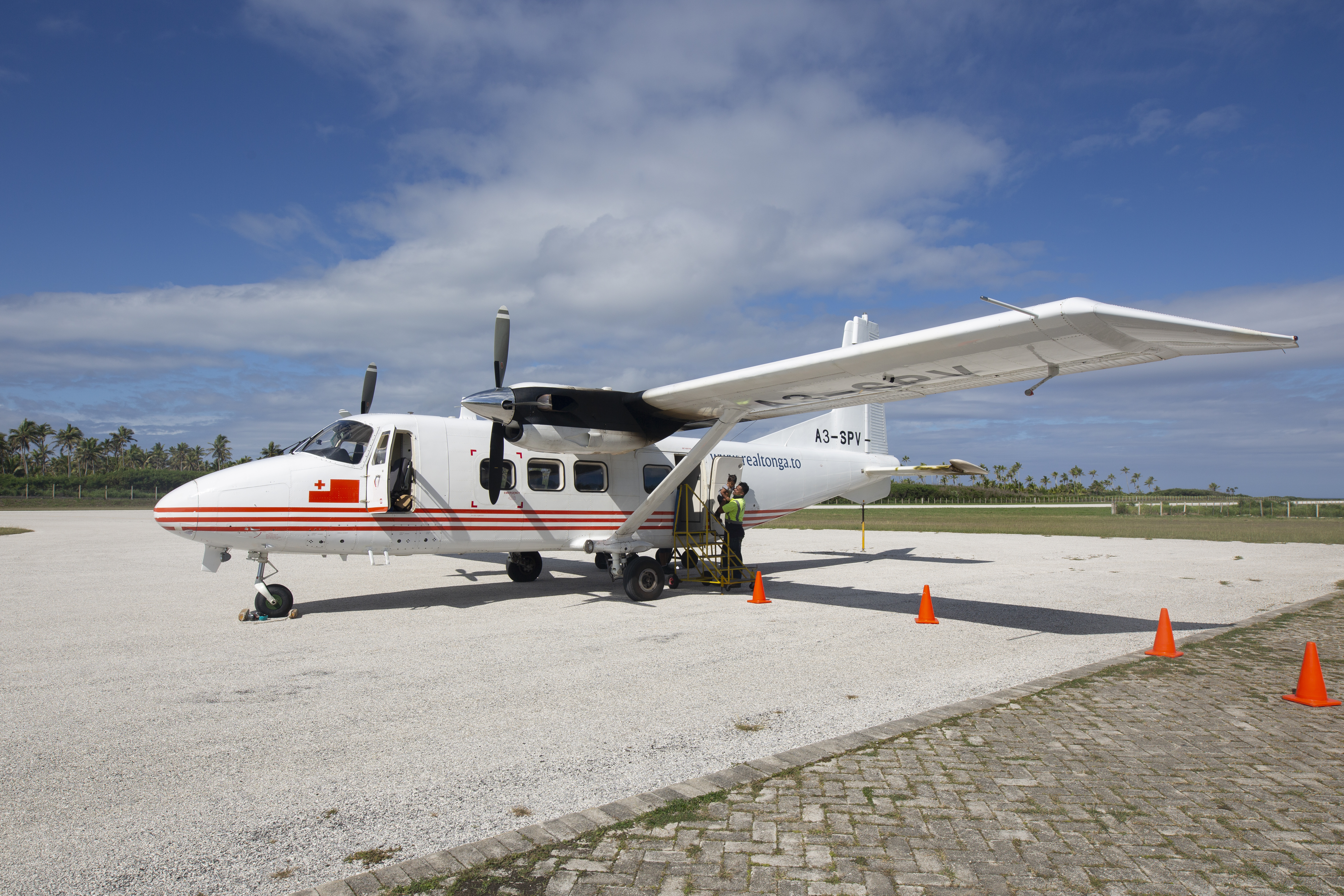
Flugzeug der Real Tonga Airlines auf dem Flughafen von Haʻapai

Das Inselarchipel erstreckt sich über 800 Kilometer, was regionale Flugverbindungen besonders bedeutsam macht. Die nationale Fluggesellschaft Real Tonga fliegt alle 6 Flughäfen an. Von diesen haben nur der Flughafen Fuaʻamotu und Flughafen Vavaʻu internationale Bedeutung. Auf dem Flughafen Fuaʻamotu gibt es Flugverbindungen nach Auckland (Neuseeland) und Sydney (Australien). Er liegt ca. 10 Kilometer entfernt von der Hauptstadt Nukuʻalofa auf der Insel Tongatapu.
Tonga besaß nach dem Konkurs der Royal Tongan Air auch eine eigene Inlandsfluggesellschaft, die Peau Vavaʻu Air. Diese flog bis zur Zerstörung ihres Büros durch einen Brand im Jahre 2006 regelmäßig alle größeren Inselgruppen des Landes an. 2006 stellte sie ihren Betrieb ein. Im April 2008 übernahm Chathams Pacific, eine neugegründete Tochtergesellschaft der neuseeländischen Air Chathams den Flugverkehr zwischen den Inselgruppen. Sie setzte eine Douglas DC-3 ein, stellte aber im März 2013 den Betrieb wieder ein. Seit 2009 wurde die Real Tonga als nationale Fluggesellschaft aufgebaut, die aber erst im März 2013 den Betrieb aufnahm und alle größeren Inselgruppen bediente.
Fähren fahren täglich von Tongatapu nach ʻEua, einmal wöchentlich nach Haʻapai und Vavaʻu und einmal monatlich auf die Niuas.

## Kultur

### Feiertage
In Tonga gibt es elf gesetzliche Feiertage.

### Medien
Es erscheinen drei Wochenzeitungen in Tonga: The Tongan Chronicle (Kolonikali Tonga), Tonga Star sowie die in Auckland (Neuseeland) herausgegebene The Times of Tonga (Taimi ʻo Tonga). Die Tongan Chronicle und die Times of Tonga sind beide zweisprachig, der Tonga Star hingegen ist nur englischsprachig. Daneben erscheinen die Monatszeitungen Keleʻa (regierungskritisch), Taumuʻa Lelei (herausgegeben von der katholischen Diözese), Tohi Fanongonongo (herausgegeben von der methodistischen Kirche Tongas) und ʻOfa ki Tonga (herausgegeben von der Tokaikolo Fellowship) sowie die vierteljährlichen Zeitschriften Matangi Tonga und Eva.
Der staatliche Fernsehsender TV Tonga ist seit Juli 2000 landesweit auf Sendung. Der Privatsender Oceania Broadcasting Network (OBN) kann ebenfalls landesweit empfangen werden. Es gibt vier Rundfunksender, Radio Tonga („The call of the Friendly Islands“), Christian Radio, Radio 2000 und, auf den Bereich der Inselgruppe Vavaʻu beschränkt, Radio Nukuʻalofa.
Die Regierung hat wiederholt die Times of Tonga konfiszieren lassen, als sie die Fehltritte des Königs angeprangert hat. Die Zeitung Keleʻa, Sprachrohr der pro-demokratischen Bewegung um ʻAkilisi Pohiva und schärfster Kritiker der Regierung, wurde jedoch nicht zensiert, wohingegen Pohiva selbst immer wieder vor Gericht erscheinen musste.
Mitte 2003 trat ein Verfassungszusatz in Kraft, der die Presse „tongaisieren“ sollte, sie in Wahrheit aber beschränkte. Als Rechtfertigung wurden traditionelle tongaische Werte herangezogen. Um eine Presselizenz zu erhalten, ist es nun unter anderem notwendig, dass sich die Zeitung zu mindestens 80 % im Besitz eines auf Tonga lebenden Tongaers befindet. Unter denjenigen Zeitschriften, die keine Lizenz erhalten haben, befanden sich die Tongan Times, die Keleʻa und die Matangi Tonga. Alle verbleibenden Zeitschriften mit Lizenz sind nun kirchlich oder royalistisch geprägt.
Der Verfassungszusatz, der der Regierung erweiterte Möglichkeiten zur Kontrolle der Presse gegeben hatte, ist jedoch durch höchstrichterliche Entscheidung inzwischen wieder aufgehoben worden.
Bekannt wurde die tongaische Top-Level-Domain .to, die eine Einnahmequelle aus solchen Domains wie kino.to, jump.to oder come.to ist, da sich daraus im Englischen griffige Domainnamen bilden lassen.

### Sport

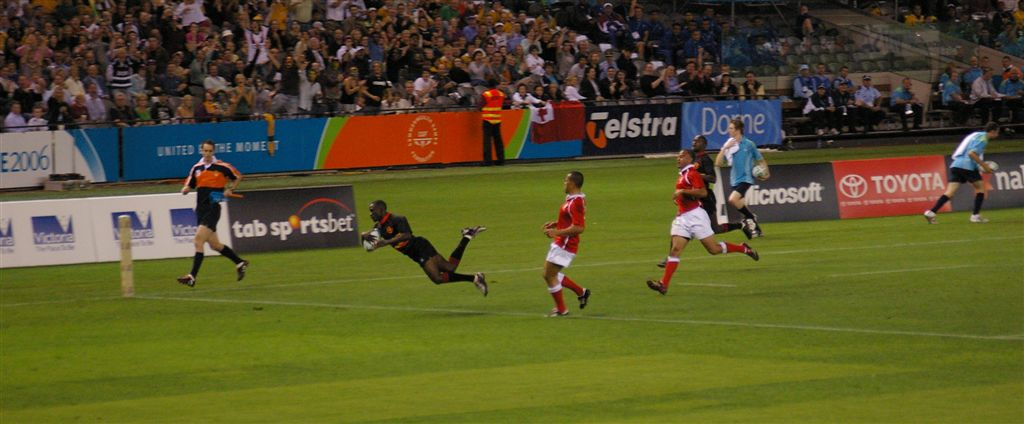
Siebener-Rugbyspiel zwischen Kenia und Tonga, 2006

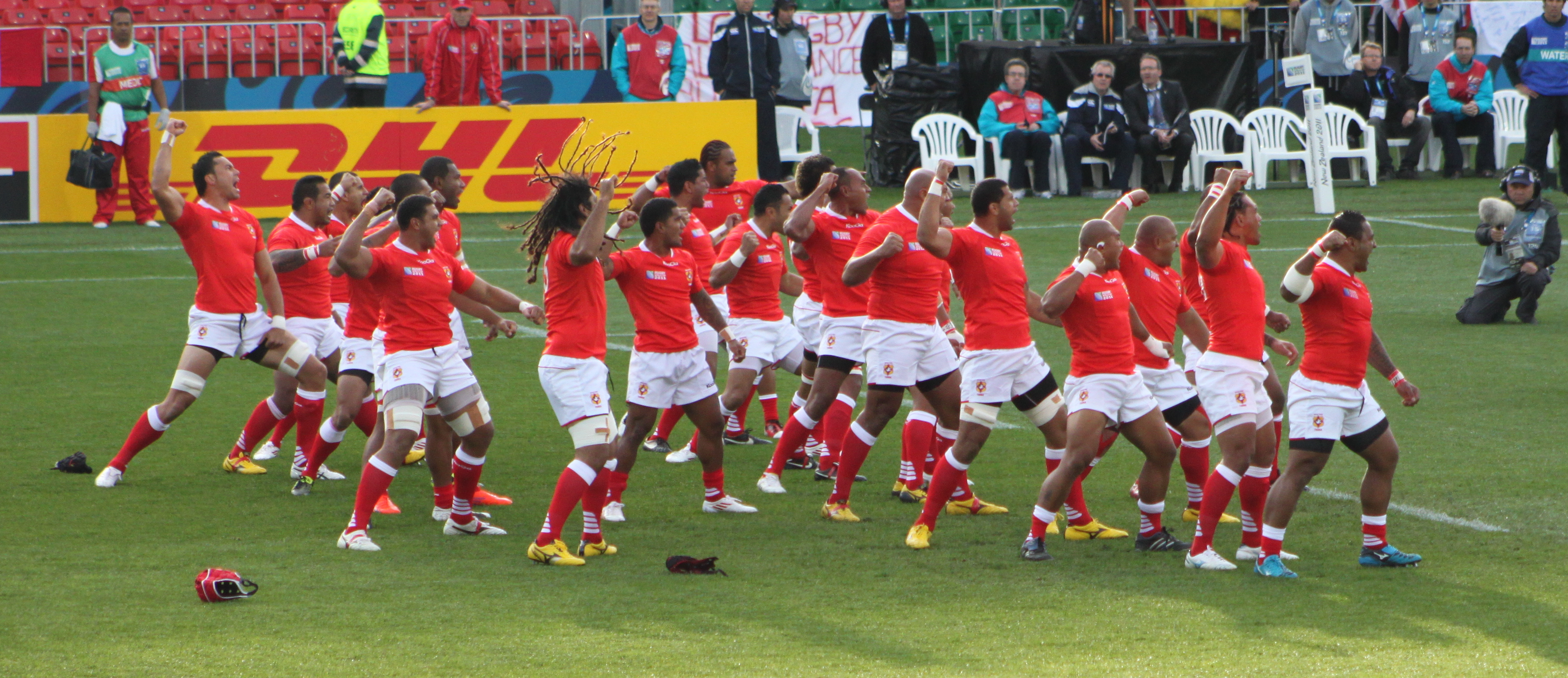
Tongas Sipi Tau vor dem WM-Spiel gegen Frankreich 2011

Tonga ist eines der wenigen Länder, in denen Rugby Union Nationalsport ist. Nur in den Cookinseln, Fidschi, Neuseeland, Samoa und Wales ist dieser Sport ähnlich beliebt. Die Rugby-Nationalmannschaft qualifiziert sich regelmäßig für die alle vier Jahre stattfindende Weltmeisterschaft (aktuell 2023 in Frankreich). Bei wenig mehr als 100.000 Einwohnern ist die Auswahl an verfügbaren talentierten Spielern im Vergleich zu anderen Ländern sehr klein, dennoch gehört Tonga konstant zu den fünfzehn besten Nationalmannschaften der Welt und ist durchaus konkurrenzfähig. Allerdings gehen dem Land zahlreiche Talente gleich wieder verloren, da sie meist in den Profiligen Australiens, Europas, Japans oder Neuseelands spielen und oft vom jeweiligen Zielland eingebürgert werden. Gemäß den Regeln von World Rugby genügt auch ein während fünf Jahren ununterbrochener Wohnsitz, um für die Nationalmannschaft eines anderen Landes spielberechtigt zu sein (bis Ende 2020 waren es sogar nur drei Jahre). Zu den bekanntesten Beispielen solcher Exil-Spieler aus Tonga gehören Israel Folau, Toutai Kefu, Sekope Kepu, Willie Ofahengaue, Wycliff Palu und George Smith (für Australien), Doug Howlett und Jonah Lomu (für Neuseeland), Billy Vunipola und Mako Vunipola (für England) sowie Taulupe Faletau (für Wales).
Die Verbände der pazifischen Staaten sind zu schwach, um den Abgang von Talenten aufhalten zu können. Bisweilen wird das systematische Abwerben ironisch mit dem Blackbirding im 19. Jahrhundert verglichen. Tongaer, die für ihr eigenes Land antreten, können zudem nicht immer frei eingesetzt werden, weil vor allem englische Vereine zögerlich bei der Gewährung von Freigaben für Länderspiele sind. Abhilfe schaffen soll die Profimannschaft Moana Pasifika, die seit der Saison 2022 in der internationalen Meisterschaft Super Rugby vertreten ist. Diesem in der neuseeländischen Stadt Auckland ansässigen Team gehören Samoaner und Tongaer sowie Neuseeländer polynesischer Herkunft an; angestrebt wird eine bewusst „pazifische“ Identität. Zu Beginn des Jahres 2022 setzte World Rugby eine neue Regelung in Kraft, die für die pazifischen Staaten als sehr vorteilhaft gilt. Demnach können Nationalspieler einer „großen“ Rugbynation einen Nationenwechsel vollziehen, ungeachtet der Anzahl bisher absolvierter Test Matches. Dazu müssen seit dem letzten Länderspieleinsatz 36 Monate vergangen und der Spieler muss in dem entsprechenden Land geboren sein; ein Wechsel ist auch bei einem dort geborenen Eltern- oder Großelternteil möglich.
Tonga verfügt mit dem Teufaiva Sport Stadium über eine hochmoderne Rugbyarena, diese steht allerdings die meiste Zeit leer. Es gibt kaum Gegner, welche sich bereit erklären, die weite Reise nach Tonga auf sich zu nehmen. Australien und Neuseeland tragen nur selten Spiele gegen die Inselstaaten aus. Um dennoch Test Matches austragen zu können, wurde vor einiger Zeit das Turnier Pacific Nations Cup (bis 2006 Pacific Tri-Nations) gegründet, in dem u. a. die Nationalteams von Tonga, Fidschi und Samoa gegeneinander antreten.
Wie in anderen pazifischen Inselstaaten wird auf Tonga eine traditionelle einheimische Variante des Crickets gespielt, lanita genannt.
Großes Aufsehen erzielte das Königshaus mit einer Aktion, bei der es einen Rennrodler castete, der mit ausländischer Hilfe für internationale Wettbewerbe aufgebaut wurde. In der Hoffnung auf einen großzügigen Sponsor wurde die Person Bruno Banani kreiert. Fuahea Semi konnte dabei einige Achtungserfolge, unter anderem bei den Olympischen Winterspielen in Sotschi, aber auch bei der Wok-WM erzielen. Die Aktion ist auch Handlung in dem Film Being Bruno Banani.
Der Taekwondokämpfer und Skilangläufer Pita Taufatofua war Teilnehmer in Pyeongchang 2018 als 114. von 119 Teilnehmern im 15 km-Skilanglauf. Während der Eröffnungsfeier der Olympischen Sommerspiele 2020 war er wie bereits 2016 in Rio de Janeiro und 2018 in Pyeongchang, jedoch diesmal gemeinsam mit seiner Taekwondo-Kollegin Malia Paseka, der Fahnenträger seiner Nation.